# Activité grapho-motrice
Les activités grapho-motrices sont les activités productrices de formes graphiques tout particulièrement chez l'enfant d’âge préscolaire. Elles sont primordiales dans le développement de l’enfant en ce qu’elles sont indispensables à l’acquisition de l’écriture,. Le développement des capacités de motricité fine, la coordination et la dissociation motrice des doigts chez l’enfant sont des conditions préalables aux activités grapho-motrices. Ainsi, elles suivent un ordre de développement progressif.

## Description
Certains auteurs définissent les activités grapho-motrices comme une généralisation de la maîtrise de certaines formes géométriques, préalable à l’écriture. Ces différentes formes géométriques et leur ordre d’acquisition seraient, une ligne verticale, une ligne horizontale, un cercle, une croix, une ligne oblique droite, un carré, une ligne oblique gauche, une croix oblique et un triangle,.
Plus précisément, les activités grapho-motrices apparaissent vers l’âge de 10-12 mois où un enfant, avec un crayon ou de la nourriture, laisse des traces grâce à des mouvements. L’enfant associe alors certains gestes qu’il produit à des traces qu'enregistre son environnement quotidien et qui peuvent persister dans le temps. Ces gribouillis spontanés sont la première phase du développement grapho-moteur. Puis vers l’âge de 2 ans, l’enfant devient apte à imiter avec un crayon des lignes verticales, horizontales ou circulaires. À 3 ans, l’enfant peut spontanément reproduire ses trois types de lignes. C’est vers l’âge de 4-5 ans que l’enfant parvient au tracé des lignes obliques et des formes élaborées comme un carré ou certains chiffres ou lettres. À 5-6 ans, l’enfant peut reproduire des triangles et des mots. Les bases de l’écriture sont alors acquises avec l’intégration de plusieurs composantes dont les habiletés grapho-motrices,,.

## Approche par l'ergothérapie
Les activités grapho-motrices sont un champ important en ergothérapie à plusieurs titres, le principal étant que l’ergothérapie est attachée aux fonctions de la main, à leur développement et à leur maintien. De plus, l'ergothérapie s'intéresse particulièrement aux activités des individus. Ainsi, l’écriture est l’une des activités principales à l’école et fait donc partie intégrante des occupations des enfants.